# You Got Me Rocking
You Got Me Rocking is een nummer van The Rolling Stones uit 1994. Het is de tweede single van hun twintigste studioalbum Voodoo Lounge.
In eerste instantie was "You Got Me Rocking" bedoeld als een rustig bluesnummer, maar later besloten Mick Jagger en Keith Richards om er een vrolijker nummer van te maken. De tekst van het nummer kan worden gezien als een antwoord op de critici van de Rolling Stones, waardoor de bandleden vaak worden uitlachen vanwege hun stijgende leeftijd.
Het nummer haalde alleen de hitlijsten in het Verenigd Koninkrijk, Australië en het Nederlandse taalgebied, waar het een klein hitje werd. In het Verenigd Koninkrijk haalde het de 23e positie. In de Nederlandse Top 40 haalde het de 35e positie, en in de Vlaamse Radio 2 Top 30 de 29e.